# 天主教波托西教區
天主教波托西教區（拉丁語：Dioecesis Potosiensis in Bolivia）是玻利維亞一個羅馬天主教教區，屬蘇克雷總教區。
教區於1924年11月11日成立，位於波托西省。教區於2004年時有教友651,144人（佔轄區總人90.0%）、七十九個堂區和六十三名司鐸。教區主教現時出缺。